# Grand Prix Włoch 1966
Grand Prix Włoch 1966 (oryg. Gran Premio d'Italia) – 7. runda Mistrzostw Świata Formuły 1 w sezonie 1966, która odbyła się 4 września 1966, po raz 17. na torze Monza.
37. Grand Prix Włoch, 17. zaliczane do Mistrzostw Świata Formuły 1.

## Klasyfikacja
| Poz. | Nr. | Kierowca            | Konstruktor     | Okrążeń | Czas/powód NU      | Poz. start. | Punktów |
| ---- | --- | ------------------- | --------------- | ------- | ------------------ | ----------- | ------- |
| 1    | 6   | Ludovico Scarfiotti | Ferrari         | 68      | 1:47:14.8          | 2           | 9       |
| 2    | 4   | Mike Parkes         | Ferrari         | 68      | + 5.8              | 1           | 6       |
| 3    | 12  | Denny Hulme         | Brabham-Repco   | 68      | + 6.1              | 10          | 4       |
| 4    | 16  | Jochen Rindt        | Cooper-Maserati | 67      | + 1 okrążenie      | 8           | 3       |
| 5    | 42  | Mike Spence         | Lotus-BRM       | 67      | + 1 okrążenie      | 14          | 2       |
| 6    | 40  | Bob Anderson        | Brabham-Climax  | 66      | + 2 okrążenia      | 15          | 1       |
| 7    | 48  | Bob Bondurant       | BRM             | 65      | + 3 okrążenia      | 18          |         |
| 8    | 24  | Peter Arundell      | Lotus-BRM       | 63      | Silnik             | 13          |         |
| 9    | 20  | Geki                | Lotus-Climax    | 63      | + 5 okrążeń        | 20          |         |
| NS   | 44  | Giancarlo Baghetti  | Ferrari         | 59      | Nie sklasyfikowany | 16          |         |
| NU   | 22  | Jim Clark           | Lotus-BRM       | 58      | Skrz. biegów       | 3           |         |
| NU   | 36  | Jo Siffert          | Cooper-Maserati | 46      | Silnik             | 17          |         |
| NU   | 2   | Lorenzo Bandini     | Ferrari         | 33      | Zapłon             | 5           |         |
| NU   | 14  | John Surtees        | Cooper-Maserati | 31      | Wyciek paliwa      | 4           |         |
| NU   | 18  | Richie Ginther      | Honda           | 16      | Wypadek            | 7           |         |
| NU   | 10  | Jack Brabham        | Brabham-Repco   | 7       | Wyciek oleju       | 6           |         |
| NU   | 30  | Dan Gurney          | Eagle-Weslake   | 7       | Silnik             | 19          |         |
| NU   | 28  | Jackie Stewart      | BRM             | 5       | Wyciek paliwa      | 9           |         |
| NU   | 38  | Joakim Bonnier      | Cooper-Maserati | 3       | Przepustnica       | 12          |         |
| NU   | 26  | Graham Hill         | BRM             | 0       | Silnik             | 11          |         |
| NZ   | 34  | Phil Hill           | Eagle-Climax    |         |                    |             |         |
| NZ   | 32  | Chris Amon          | Brabham-BRM     |         |                    |             |         |